# Битва за Вуковар
Би́тва за Ву́ковар (хорв. Bitka za Vukovar, серб. Битка за Вуковар) — боевые действия в районе города Вуковар в ходе войны в Хорватии.

## Предыстория

### Кризис СФРЮ
Рост национализма в югославском обществе распространился и на Союз коммунистов Югославии, многие его члены вышли из партии и стали идеологами создания правых политических партий. В 1989 году в Югославии было разрешено создание политических партий. Одной из первых была создана правая хорватская партия Хорватское демократическое содружество (хорв. Hrvatska demokratska zajednica). Лидер партии Франьо Туджман совершил несколько международных визитов с целью заручиться поддержкой многочисленной хорватской диаспоры за рубежом.
На XIV съезде Союза коммунистов Югославии 20 января 1990 года делегаты не смогли договориться по основным вопросам. Делегаты из Словении и Хорватии потребовали создания конфедерации, сербские же представители выступали против этого. В итоге словенские и хорватские члены партии покинули съезд, это привело к распаду партии.
В феврале 1990 года в Книне Йованом Рашковичем была основана Сербская демократическая партия (серб. Српска демократска Странка). В программе партии говорилось, что «территориальное деление Хорватии устарело» и что «оно не соответствует интересам сербского народа». Программа партии совпадала с мнением официального Белграда о пересмотре границ внутри Югославии для того, чтобы все сербы жили в одном государстве. 4 марта 1990 года на Петровой горе прошёл митинг, на котором собралось около 50 000 сербов. Участники митинга выразили недовольство политикой хорватских властей и Туджмана и заявили о поддержке Слободана Милошевича.
Первые многопартийные выборы в Югославии прошли в конце апреля — начале мая. ХДС опубликовало программу, направленную на осуществление суверенитета Хорватии путём отделения от Югославии. В предвыборной программе партия утверждала, что только её политика сможет защитить Хорватию от стремления сербского руководства во главе с Милошевичем создать Великую Сербию. По итогам выборов ХДС получило поддержку избирателей, и партия смогла приступить к формированию нового правительства Хорватии. В Хорватии был быстро установлен авторитарный националистический режим Франьо Туджмана. Политические партии и организации Хорватии заявили о государственно-политическом устройстве республики на этнонациональной основе и провозгласили курс на её суверенитет. Идеологи хорватского национализма, широко публикуемые хорватскими СМИ, стремились обосновать исторические права хорватов на национально-этническую самобытность и собственную государственность. Идеология «Братства и единства» южнославянских народов была заменена на концепцию этнонационального возрождения и создания самостоятельного государства.

### Дискриминация сербов в Хорватии
30 мая 1991 года новый парламент Хорватии провёл своё первое заседание. Президент Туджман заявил о начале множества политических, экономических и социальных реформ. Также была принята новая Конституция Хорватии, в которой статус сербов был изменён с «учредительной нации» на «национальное меньшинство». В новой Конституции говорилось, что «Хорватия является государством хорватов и национальных меньшинств, проживающих в Хорватии». В официальной переписке и в средствах массовой информации было запрещено кириллическое письмо, также был издан запрет хорватским сербам иметь собственные радио и ТВ. Из школьных программ были изъяты тексты по сербской истории, издания сербских писателей и поэтов. Сербов в государственных учреждениях заставляли подписывать «листы лояльности» новому хорватскому правительству. Отказывавшихся делать это немедленно увольняли. Особенно заметно это было в системе МВД. Оказывалось давление на представителей сербской интеллигенции.
Против принятия новой конституции сразу же выступили сербские политики. По мнению сербов, новая конституция не гарантировала безопасность и ущемляла права сербского населения Хорватии. К 1991 году сербы составляли 12 % населения Хорватии, однако около 17 % официальных должностных лиц были сербами. Особенно большое число служащих сербов было в полиции. После прихода ХДС к власти началось вытеснение сербов из органов государственного управления. Сербские служащие активно заменялись хорватами. Делалось это по этническому признаку и без учёта политических взглядов увольняемых. Например, 17 октября 1990 года глава хорватского правительства Йосип Манолич уволил всех сербов, работавших в правительстве и его аппарате.
Тогда же начались многочисленные нападения хорватских экстремистов на Сербскую православную церковь. Были отмечены случаи избиений священников, провокаций у церквей во время богослужений, минирования храмов и осквернения могил.

## Силы сторон

### Хорватские формирования
Хорватские войска в Вуковаре состояли из 4-го батальона 3-й гвардейской бригады, бойцов 1-й гвардейской бригады (всего 400 человек), 300 полицейских, рекрутированных в Вуковаре, Славонском Броде и Вараждине, а также 1100 добровольцев. Первым командиром обороняющегося Вуковара стал Томислав Мерпеч, позднее осужденный за военные преступления, на смену которому пришел Марин Видич. Познакомившись с бойцами Мерпеча Видич написал Туджману гневное письмо, в котором сообщал о том что штаб оккупирован уголовниками, которые терроризируют не только сербское, но и хорватское население города. После отзыва Видича, ему на смену пришел Миле Дедакович, который внес наибольший вклад в оборону городских кварталов.
Со временем в число защитников города влились дополнительные хорватские подразделения, переброшенные с других участков фронта. Хорватские войска располагали в основном легким стрелковым оружием, несколькими пулеметами и некоторым количеством РПГ M80 Zolja. Кроме того, у хорватов были 90-мм противотанковые системы типа «Оса», 120-мм минометы, три 105-мм гаубицы и некоторое количество 76-мм пушек ЗИС-3 и Б-1. Оружие, еда и медикаменты попадали в город по «кукурузной дороге», проходившей через кукурузные поля, раскинувшиеся в окрестностях деревень Маринци и Богдановичи.

## Боевые действия
В середине апреля 1991 года произошел инцидент. Группа хорватов под руководством Гойко Шушака обстреляла Борово-Село близ города, выпустив по нему три ракеты. Это вынудило местных сербов создать отряд самообороны. В начале мая произошёл инцидент в Борово-Селе, когда группа хорватских полицейских, пытавшаяся установить хорватский флаг на местном административном здании, была взята в плен сербами. На следующий день произошёл масштабный бой за село между хорватской полицией и сербским ополчением, прекратившийся после вмешательства югославской армии. По мнению ряда исследователей, в этот же период было принято решение об этнических чистках сербского населения в городе. В ходе войны, которая началась сразу после провозглашения независимости Хорватии в 1991 году, части Хорватской национальной гвардии и ХОСа провели серию убийств гражданского сербского населения, а трупы бросали в Дунай. Точное число погибших неизвестно, несколько десятков трупов были выловлены в реке уже на территории Сербии и идентифицированы. Также оказывалось давление с целью принуждения сербов покинуть город. В результате этого летом 1991 года город покинуло 13 734 серба и югослава.
Следующим шагом хорватских сил в городе стала осада местного гарнизона югославской народной армии (ЮНА) в городе 20 августа. 3 сентября Югославская Народная Армия начала операцию по вызволению блокированных гарнизонов, которая переросла в осаду города и затяжные бои. Операция проводилась частями Югославской Народной Армии при поддержке сербских полувоенных добровольческих формирований (например, Сербской добровольческой гвардии под командованием Желько Ражнатовича «Аркана») и продолжалась с 3 сентября по 18 ноября 1991 года, в том числе около месяца, с середины октября по середину ноября, город находился в полном окружении. Обороняли город части Хорватской национальной гвардии и хорватские добровольцы.
К ноябрю 1991 года стало ясно, что город хорватам удержать не удастся. К этому времени большая часть городских построек была разрушена. Передвижение по городским улицам прекратилось, поскольку каждый день город подвергался артиллерийским ударам. Оставшиеся без командования хорватские части приняли решение капитулировать.
Масштабная осада Вуковара началась 3 сентября. 18—21 ноября недалеко от города была произведена массовая казнь хорватских военнопленных.

## Потери сторон
Оценки понесённых сторонами потерь в ходе сражения за город значительно варьируются. По официальным хорватским данным составили 879 убитых и 770 раненых (данные министерства обороны Хорватии, опубликованы в 2006 г.). Число погибших со стороны ЮНА точно не установлено, югославская армия отчиталась в 304 убитых со своей стороны, по неофициальным данным белградского военного обозревателя Мирослава Лазански число жертв составило 1103 убитых и 2500 раненых.

## Дальнейшие события
Несмотря на итоговое падение города, оборона Вуковара сыграла решающее значение в обороне хорватами Восточной Славонии. Битва вызвала патриотический подъём в Хорватии, в настоящее время почти в каждом хорватском городе есть улица, названная в его честь, а город стали называть «хорватским Сталинградом».
После окончания боёв за город было подписано мирное соглашение, оставившее Вуковар и часть восточной Славонии за сербами. При этом югославское руководство убедилось в невозможности военным путём помешать хорватской независимости. Занятые сербскими частями территории в том числе и Вуковар были мирно реинтегрированы в состав Хорватии в 1998 году, тогда же начато масштабное восстановление города.